# Sainte-Blandine (Isèra)
Sainte-Blandine és un municipi francès situat al departament de la Isèra i a la regió d'Alvèrnia-Roine-Alps. L'any 2007 tenia 910 habitants.

## Demografia

### Població
El 2007 la població de fet de Sainte-Blandine era de 910 persones. Hi havia 332 famílies de les quals 44 eren unipersonals (20 homes vivint sols i 24 dones vivint soles), 120 parelles sense fills, 152 parelles amb fills i 16 famílies monoparentals amb fills.
La població ha evolucionat segons el següent gràfic:
Habitants censats

### Habitatges
El 2007 hi havia 362 habitatges, 334 eren l'habitatge principal de la família, 13 eren segones residències i 15 estaven desocupats. 354 eren cases i 8 eren apartaments. Dels 334 habitatges principals, 301 estaven ocupats pels seus propietaris, 29 estaven llogats i ocupats pels llogaters i 4 estaven cedits a títol gratuït; 4 tenien dues cambres, 15 en tenien tres, 89 en tenien quatre i 226 en tenien cinc o més. 275 habitatges disposaven pel capbaix d'una plaça de pàrquing. A 102 habitatges hi havia un automòbil i a 215 n'hi havia dos o més.

### Piràmide de població
La piràmide de població per edats i sexe el 2009 era:
| Homes | Edats   | Dones |
| ----- | ------- | ----- |
| 0     | 95 o +  | 0     |
| 0     | 90 a 94 | 0     |
| 4     | 85 a 89 | 8     |
| 4     | 80 a 84 | 0     |
| 8     | 75 a 79 | 24    |
| 12    | 70 a 74 | 12    |
| 16    | 65 a 69 | 16    |
| 24    | 60 a 64 | 16    |
| 32    | 55 a 59 | 20    |
| 28    | 50 a 54 | 48    |
| 24    | 45 a 49 | 24    |
| 36    | 40 a 44 | 16    |
| 24    | 35 a 39 | 28    |
| 24    | 30 a 34 | 24    |
| 24    | 25 a 29 | 32    |
| 24    | 20 a 24 | 16    |
| 36    | 15 a 19 | 28    |
| 16    | 10 a 14 | 24    |
| 16    | 5 a 9   | 16    |
| 28    | 0 a 4   | 16    |

## Economia
El 2007 la població en edat de treballar era de 579 persones, 431 eren actives i 148 eren inactives. De les 431 persones actives 416 estaven ocupades (232 homes i 184 dones) i 15 estaven aturades (8 homes i 7 dones). De les 148 persones inactives 62 estaven jubilades, 35 estaven estudiant i 51 estaven classificades com a «altres inactius».

### Ingressos
El 2009 a Sainte-Blandine hi havia 334 unitats fiscals que integraven 945,5 persones, la mediana anual d'ingressos fiscals per persona era de 19.738 €.

### Activitats econòmiques
Dels 30 establiments que hi havia el 2007, 1 era d'una empresa alimentària, 4 d'empreses de fabricació d'altres productes industrials, 9 d'empreses de construcció, 7 d'empreses de comerç i reparació d'automòbils, 1 d'una empresa d'hostatgeria i restauració, 2 d'empreses d'informació i comunicació, 1 d'una empresa financera, 1 d'una empresa immobiliària i 4 d'empreses de serveis.
Dels 9 establiments de servei als particulars que hi havia el 2009, 3 eren guixaires pintors, 1 fusteria, 2 lampisteries, 2 electricistes i 1 restaurant.
L'únic establiment comercial que hi havia el 2009 era una floristeria.
L'any 2000 a Sainte-Blandine hi havia 23 explotacions agrícoles que ocupaven un total de 350 hectàrees.

## Equipaments sanitaris i escolars
El 2009 hi havia una escola elemental.

## Poblacions més properes
El següent diagrama mostra les poblacions més properes.